# Poisson-Mannigfaltigkeit
Als Poisson-Mannigfaltigkeit bezeichnet man in der Mathematik eine differenzierbare Mannigfaltigkeit, die mit einer Poisson-Struktur versehen ist. Eine Poisson-Struktur ist eine bilineare Abbildung auf der Algebra der glatten Funktionen, welche die Eigenschaften einer Poisson-Klammer erfüllt. Benannt sind die Poisson-Mannigfaltigkeit, -Struktur und -Klammer nach dem Physiker und Mathematiker Siméon Denis Poisson.

## Definition
Eine Poisson-Struktur auf einer differenzierbaren Mannigfaltigkeit {\displaystyle M} kann entweder als Klammer oder als Bivektor definiert werden.

### Als Poisson-Klammer
Eine Poisson-Struktur auf einer differenzierbaren Mannigfaltigkeit {\displaystyle M} ist eine bilineare Abbildung
{\displaystyle \{\cdot ,\cdot \}_{M}\colon C^{\infty }(M)\times C^{\infty }(M)\to C^{\infty }(M)},
so dass die Klammer antisymmetrisch
{\displaystyle \{f,g\}=-\{g,f\}},
ist, der Jacobi-Identität
{\displaystyle \{f,\{g,h\}\}+\{g,\{h,f\}\}+\{h,\{f,g\}\}=0}
genügt und für alle {\displaystyle f,g,h\in C^{\infty }(M)} eine Derivation darstellt, das heißt die Leibniz-Regel gilt
{\displaystyle \{fg,h\}=f\{g,h\}+\{f,h\}g}.
Die bilineare Abbildung {\displaystyle \{\cdot ,\cdot \}} der Poisson-Struktur heißt Poisson-Klammer und eine differenzierbare Mannigfaltigkeit mit Poisson-Struktur wird Poisson-Mannigfaltigkeit genannt.

### Als Poisson-Bivektorfeld
Ein Bivektorfeld {\displaystyle \omega \in {\mathfrak {X}}^{2}(M):=\Gamma (\wedge ^{2}TM)} auf einer differenzierbaren Mannigfaltigkeit {\displaystyle M} ist genau dann ein Poisson-Bivektorfeld (auch Poisson-Bivektor oder Poisson-Tensor genannt), wenn für die Schouten-Nijenhuis-Klammer auf dem Multivektorfeld {\displaystyle [[\omega ,\omega ]]_{S}=0} gilt. Man nennt dann {\displaystyle (M,\omega )} eine Poisson-Mannigfaltigkeit.
Beide Definitionen sind äquivalent, es gilt
{\displaystyle \{f,g\}=\omega (\mathrm {d} f\wedge \mathrm {d} g)=\langle \mathrm {d} f\otimes \mathrm {d} g,\omega \rangle }.

## Beispiel
Sei {\displaystyle {\mathfrak {g}}} eine Lie-Algebra mit Lie-Klammer {\displaystyle [\cdot ,\cdot ]} und {\displaystyle {\mathfrak {g}}^{*}} ihr Dualraum mit der Paarung {\displaystyle \langle \cdot ,\cdot \rangle \colon {\mathfrak {g}}^{*}\times {\mathfrak {g}}\to \mathbb {R} }. Auf {\displaystyle {\mathfrak {g}}^{*}} kann für {\displaystyle F,G\colon {\mathfrak {g}}^{*}\to \mathbb {R} } durch
{\displaystyle \{F,G\}_{\pm }(\mu ):=\pm \left\langle \mu ,\left[{\frac {\delta F}{\delta \mu }},{\frac {\delta G}{\delta \mu }}\right]\right\rangle }
mit {\displaystyle \mu \in {\mathfrak {g}}^{*}} eine Poisson-Klammer erklärt werden. Mit {\displaystyle {\tfrac {\delta F}{\delta \mu }}\in {\mathfrak {g}}} wird hier die Funktionalableitung von {\displaystyle F} nach {\displaystyle \mu } bezeichnet.
Die Klammer {\displaystyle \{\cdot ,\cdot \}_{\pm }} wird Lie-Poisson-Klammer genannt. Zusammen mit dieser Poisson-Klammer wird {\displaystyle {\mathfrak {g}}^{*}} zu einer Poisson-Mannigfaltigkeit. Diese Aussage heißt Satz von Lie-Poisson.

## Anwendungen
Insbesondere ist jede symplektische Mannigfaltigkeit auch eine Poisson-Mannigfaltigkeit. In diesem Fall ist dann die definierende Struktur
{\displaystyle \{f,g\}:=\sum _{ij}\omega ^{ij}\,\partial _{i}f\,\partial _{j}g}
durch eine 2-Form {\displaystyle \omega \in {\mathfrak {X}}^{2}(M):=\Gamma (\wedge ^{2}TM)} genannt ein Poisson-Bivektor von {\displaystyle (M,\{,\}_{M})}
{\displaystyle \textstyle \omega =\sum _{ij}\omega _{ij}\,\mathrm {d} x^{i}\,\mathrm {d} x^{j}}
beziehungsweise deren Komponenten {\displaystyle \omega _{ij}} in lokalen Koordinaten gegeben.
Poisson-Mannigfaltigkeiten können als algebraische Abstraktion von symplektischen Mannigfaltigkeit angesehen werden. Unterschiede bestehen neben einer viel größeren Klasse von Morphismen dann auch zum Beispiel darin, dass die Bedingung fallengelassen wird, die Poissonklammer solle nirgends singulär sein, also vollen Rang haben.
Anwendung findet dieser Kalkül beispielsweise in der Deformationstheorie. Er bietet dort Zugänge zur nichtkommutativen Geometrie und geometrischen Quantisierung.